# يوكو ماتسوكا
يوكو ماتسوكا (ولدت في 20 أكتوبر 1954م، طوكيو، اليابان) هي مؤدية أصوات يابانية.

## الأدوار
- مغامرات توم سوير (أنمي)
- الوميض الأزرق
- زهرة البراري (مسلسل)
- مايا تاشيبانا في المحقق كونان
- جيم في شهلاء اليتيمة
- كورلي في أبطال الديجيتال الجزء الثالث
- الخالة روث في إيميلي
- آكرو في ماوكلي فتى الأدغال
- ساروتوبي ساسوكي في ساسوكي
- بيل وسيباستيان (أنمي)
- آلفيدا في ون بيس
- سانشو باندا في الرغيف العجيب
- فيرنا في لحن الحياة

## وصلات خارجية
- يوكو ماتسوكا على موقع IMDb (الإنجليزية)
- يوكو ماتسوكا على موقع ألو سيني (الفرنسية)
- يوكو ماتسوكا على موقع ميوزك برينز (الإنجليزية)
- يوكو ماتسوكا على موقع ديسكوغز (الإنجليزية)
- يوكو ماتسوكا على موقع قاعدة بيانات الفيلم (الإنجليزية)
- يوكو ماتسوكا على موقع كينوبويسك (الروسية)
- يوكو ماتسوكا على موقع كينوبويسك (الروسية)
- يوكو ماتسوكا على موقع ANN person (الإنجليزية)

http://www.animenewsnetwork.com/encyclopedia/people.php?id=1274
1. ↑  "松岡洋子 (声優)". Wikipedia (باليابانية). 14 Jul 2024.